# McIntosh (Floride)
Pour les articles homonymes, voir McIntosh.
McIntosh est une ville américaine située dans le comté de Marion en Floride.

## Démographie
| 1920 | 1930 | 1940 | 1950 | 1960 | 1970 |
| ---- | ---- | ---- | ---- | ---- | ---- |
| 40   | 272  | 397  | 247  | 258  | 287  |

| 1980 | 1990 | 2000 | 2010 | - | - |
| ---- | ---- | ---- | ---- | - | - |
| 404  | 411  | 453  | 452  | - | - |

Selon le recensement de 2010, McIntosh compte 452 habitants. La municipalité s'étend sur 0,70 milles carrés (1,81 km2).